# Alina Talay
Alina Talay (en biélorusse Аліна Талай, née le 14 mai 1989 à Orcha) est une athlète biélorusse spécialiste du 100 mètres haies.

## Carrière
Le 4 mars 2011, au Palais omnisports de Paris-Bercy, avec en 7 s 98, elle décroche la 5e place de la finale du 60 mètres haies des Championnats d'Europe en salle derrière notamment l'Allemande Carolin Nytra (7 s 80), la Britannique Tiffany Ofili (7 s 80) et la Norvégienne Christina Vukicevic (7 s 83).
Elle remporte initialement les médailles d'argent du 100 m haies et du 60 m haies lors des Championnats d'Europe 2012 d'Helsinki et des Championnats d'Europe en salle 2013 derrière la Turque Nevin Yanıt, mais est officiellement déclarée double championne d'Europe le 1er juillet 2015 pour dopage de la Turque. 
En mars 2015, Talay devient championne d'Europe en salle du 60 m haies en 7 s 85 (nouveau record national) puis remporte en août la médaille de bronze des Championnats du monde de Pékin en 12 s 66, à nouveau un record national. 
Le 18 mars 2016, elle se classe 6e de la finale lors des championnats du monde en salle de Portland sur 60 m haies en 8 s 00. Le 5 juin suivant, Talay établit un nouveau record national à Ratisbonne (Allemagne) avec un temps de 12 s 63 (0,0 m/s). Le 7 juillet, la Biélorusse devient vice-championne d'Europe à l'occasion des Championnats d'Europe d'Amsterdam en 12 s 68, derrière l'Allemande Cindy Roleder (12 s 62).
Le 3 mars, au terme d'une finale dramatique lors des Championnats d'Europe en salle de Belgrade, Talay remporte la médaille d'argent en 7 s 92, derrière Cindy Roleder comme à Amsterdam.
Le 26 janvier 2018, elle remporte l'ISTAF Berlin en 7 s 89. Le 3 mars, elle est éliminée en demi-finale des championnats du monde en salle de Birmingham, en 8 s 07.
Le 31 mai 2018, à Sankt Pölten, Alina Talay retranche deux dixièmes à son record personnel et national, pour courir en 12 s 41. Deuxième meilleure performance mondiale de l'année, elle marque surtout les esprits en réalisant le meilleur temps réalisé par une européenne depuis 1992. Par la même occasion, elle passe du 75e au 16e rang mondial de l'histoire.
Le 9 août 2018, aux championnats d'Europe de Berlin, Talay passe le cap des demi-finales en terminant 2e de sa course en 12 s 96, malgré une blessure au tendon d'achille. En finale, elle échoue à terminer sa course et est disqualifiée.

## Palmarès
| Date | Compétition                        | Lieu                               | Résultat | Épreuve     | Temps   |
| ---- | ---------------------------------- | ---------------------------------- | -------- | ----------- | ------- |
| 2008 | Championnats du monde juniors      | Bydgoszcz                          | 4e       | 100 m haies | 13 s 50 |
| 2009 | Championnats d'Europe espoirs      | Kaunas                             | 3e       | 100 m haies | 13 s 30 |
| 2009 | Championnats d'Europe espoirs      | Kaunas                             | 6e       | 4 × 100 m   | 44 s 86 |
| 2011 | Championnats d'Europe en salle     | Paris                              | 5e       | 60 m haies  | 7 s 98  |
| 2011 | Championnats d'Europe par équipes  | Stockholm                          | 2e       | 100 m haies | 13 s 19 |
| 2011 | Championnats d'Europe espoirs      | Ostrava                            | 1re      | 100 m haies | 12 s 91 |
| 2011 | Jeux mondiaux militaires           | Rio de Janeiro                     | 1re      | 100 m haies | 12 s 95 |
| 2012 | Championnats du monde en salle     | Istanbul                           | 3e       | 60 m haies  | 7 s 97  |
| 2012 | Championnats d'Europe              | Helsinki                           | 1re      | 100 m haies | 12 s 91 |
| 2013 | Championnats d'Europe en salle     | Göteborg                           | 1re      | 60 m haies  | 7 s 94  |
| 2013 | Universiade                        | Kazan                              | 2e       | 100 m haies | 12 s 78 |
| 2014 | Championnats d'Europe              | Zurich                             | 5e       | 100 m haies | 12 s 97 |
| 2015 | Championnats d'Europe en salle     | Prague                             | 1re      | 60 m haies  | 7 s 85  |
| 2015 | Championnats d'Europe par équipes  | Tcheboksary                        | 1re      | 100 m haies | 12 s 80 |
| 2015 | Championnats du monde              | Pékin                              | 3e       | 100 m haies | 12 s 66 |
| 2016 | Championnats du monde en salle     | Portland                           | 6e       | 60 m haies  | 8 s 00  |
| 2016 | Championnats d'Europe              | Amsterdam                          | 2e       | 100 m haies | 12 s 68 |
| 2017 | Championnats d'Europe en salle     | Belgrade                           | 2e       | 60 m haies  | 7 s 92  |
| 2017 | Championnats d'Europe par équipes  | Lille                              | 2e       | 100 m haies | 12 s 91 |
| 2017 | Championnats du monde              | Londres                            | 6e       | 100 m haies | 12 s 81 |
| 2017 | Ligue de diamant                   | Ligue de diamant                   | 5e       | 100 m haies | 12 s 80 |
| 2018 | Championnats d'Europe              | Berlin                             | finale   | 100 m haies | DQ      |
| 2020 | Circuit mondial en salle de l'IAAF | Circuit mondial en salle de l'IAAF | 3e       | 60 m haies  | détails |

## Records
| Épreuve     | Épreuve   | Performance  | Lieu         | Date        |
| ----------- | --------- | ------------ | ------------ | ----------- |
| 100 m haies | Plein air | 12 s 41 (NR) | Sankt Pölten | 31 mai 2018 |
| 60 m haies  | En salle  | 7 s 85 (NR)  | Prague       | 6 mars 2015 |

### Meilleures performances par année
| Année | Temps   | Date             | Lieu         | Rang Mondial |
| ----- | ------- | ---------------- | ------------ | ------------ |
| 2007  | 14 s 38 | 30 juin 2007     | Hrodna       | -            |
| 2008  | 13 s 31 | 11 juillet 2008  | Bydgoszcz    | 129          |
| 2009  | 13 s 07 | 17 juillet 2009  | Kaunas       | 55           |
| 2010  | 12 s 87 | 26 juin 2010     | Hrodna       | 27           |
| 2011  | 12 s 91 | 16 juillet 2011  | Ostrava      | 30           |
| 2012  | 12 s 71 | 6 août 2012      | Londres      | 19           |
| 2013  | 12 s 78 | 10 juillet 2013  | Kazan        | 20           |
| 2014  | 12 s 89 | 5 septembre 2014 | Bruxelles    | 30           |
| 2015  | 12 s 66 | 28 août 2015     | Pékin        | 13           |
| 2016  | 12 s 63 | 5 juin 2016      | Ratisbonne   | 9            |
| 2017  | 12 s 72 | 27 août 2017     | Berlin       | 18           |
| 2018  | 12 s 41 | 31 mai 2018      | Sankt Pölten | 4            |
| 2019  | 12 s 84 | 23 août 2019     | Bruxelles    | 39           |